# Espectacle sobre rodes
Espectacle sobre rodes (títol original: Road Show) és una pel·lícula còmica estatunidenca de 1941 dirigida per Hal Roach i protagonitzada per Adolphe Menjou, Carole Landis i John Hubbard. Està doblada al català.

## Argument
El milionari Drogo Gaines està a punt de casar-se amb el seu promès Helen Newton, però simula una crisi de nervis abans del seu propi casament perquè té por. Escolta a la Helen parlar amb el seu germà i la seva mare sobre que perden la fortuna d'en Drogo si el casament no es realitza. Això fa que Drogo decideixi cancel·lar el casament definitivament. La Helen furiosa i es nega a ser tractada així, i ataca en Drogo, intentant que sembli que és ell qui ho fa. El seu germà Ed va en la seva ajuda i noqueja en Drogo. Quan aquest es desperta de nou, es troba en una institució mental i és considerat com un boig.

## Repartiment
- Adolphe Menjou com Colonel Carleton Carroway
- Carole Landis com Penguin Moore
- John Hubbard com Drogo Gaines
- Charles Butterworth com Harry Whitman
- Patsy Kelly com Jinx
- Shemp Howard com Moe
- George E. Stone com indi
- Margaret Roach com Priscilla
- Polly Ann Young com Helen Newton
- Edward Norris com Ed Newton
- Marjorie Woodworth com Alice
- Florence Bates com Mrs. Newton
- Willie Best com Willie